# لوكا بيتري
لوكا بيتري (بالإيطالية: Luca Petri)‏ هو لاعب كرة قدم إيطالي في مركز الدفاع، ولد في 31 يناير 1989 في بيزا في إيطاليا. لعب مع فيورنتينا ونادي لوكيزي ونادي ليكو.